# Lac de Kunming
Pour les articles homonymes, voir Kunming (homonymie).
Le lac Kunming (chinois : 昆明湖 ; pinyin : Kūnmíng Hú) est le lac central du domaine du palais d'été à Pékin en République populaire de Chine. Avec la colline de la longévité (万寿山), le lac de Kunming est l'essence de la partie paysagère des jardins du palais d'été. 

## Géographie
Avec une superficie de 2,2 km2, le lac occupe environ les trois quarts de l'aire du palais d'été. Il est de faible profondeur : 1,5 mètre en moyenne. Il est utilisé pour le patinage sur glace lors des hivers rigoureux.

## Histoire
Le lac de Kunming est un lac artificiel. Auparavant, il existait depuis plus de 3 500 ans à cet endroit deux étendues d'eau appelé étang de Wenshan (colline de la jarre) et lac Xihu, qui constituait alors des réservoirs pour l'approvisionnement en eau de la ville et pour l'irrigation. En 1291, sous la dynastie Yuan, Guo Shoujing, un célèbre astronome et ingénieur de l'époque, les transforma en un réservoir pour la capitale. La conversion de l'endroit en un jardin impérial fut commanditée par l'Empereur Qianlong, des travaux furent effectués de 1750 à 1764. Lors de la création des jardins, la superficie du lac fut accrue grâce à une main-d'œuvre qui atteignit 10 000 hommes. 
Au cours des années 1990 et 1991, le gouvernement municipal de Pékin entreprit le premier dragage du lac depuis 240 ans. Quelque 652 000 m3 furent extraits, ainsi que 205 bombes japonaises datant de la guerre sino-japonaise.

## Structure des jardins

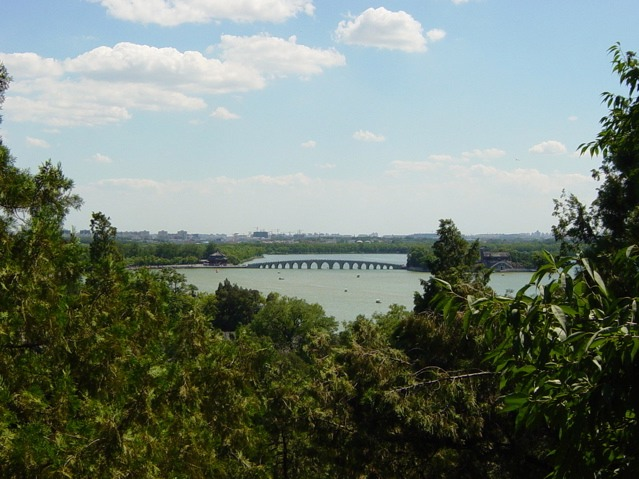
Vue sur le lac de Kunming depuis la colline de la longévité, avec le pont aux dix-sept arches.

Avec ses trois grandes îles, le lac de Kunming représente l'élément central du jardin chinois traditionnel et ses collines accueillantes au milieu de la mer. Les trois îles s'appellent Nanhu (Lac-sud), Tuancheng, et Zaojian, inspirées par les îles légendaires de Yingzhou (瀛洲), Penglai (蓬莱), et Fangzhang (方丈), où les Huit immortels auraient vécu. De nombreux détails sont inspirés de paysages naturels de la région du sud du Yangzi Jiang. En particulier, la digue occidentale est une évocation de la  célèbre digue Sudi (苏堤) sur le lac occidental de Hangzhou. Elle coupe diagonalement la partie sud du lac. Comme la digue Sudi, la digue occidentale est reliée par six ponts, dont chacun avec son style distinctif : les ponts Jiehu, Binfeng, Yudai, Jing, Lian, et Liu. 
Le principal pont du lac est le pont aux dix-sept arches, qui relie la rive orientale avec l'île de Nanhu, qui représente l'île mythique de Penglai. À proximité du pont, sur la rive orientale, se trouve une statue de bronze d'un bœuf. Selon une légende chinoise, Yu le Grand utilisa un bœuf de bronze pour empêcher une inondation. Comme la statue se trouve sur le bord du lac en direction de la Cité interdite, elle fut sans doute érigée pour protéger cette dernière des flots.

## Voir aussi

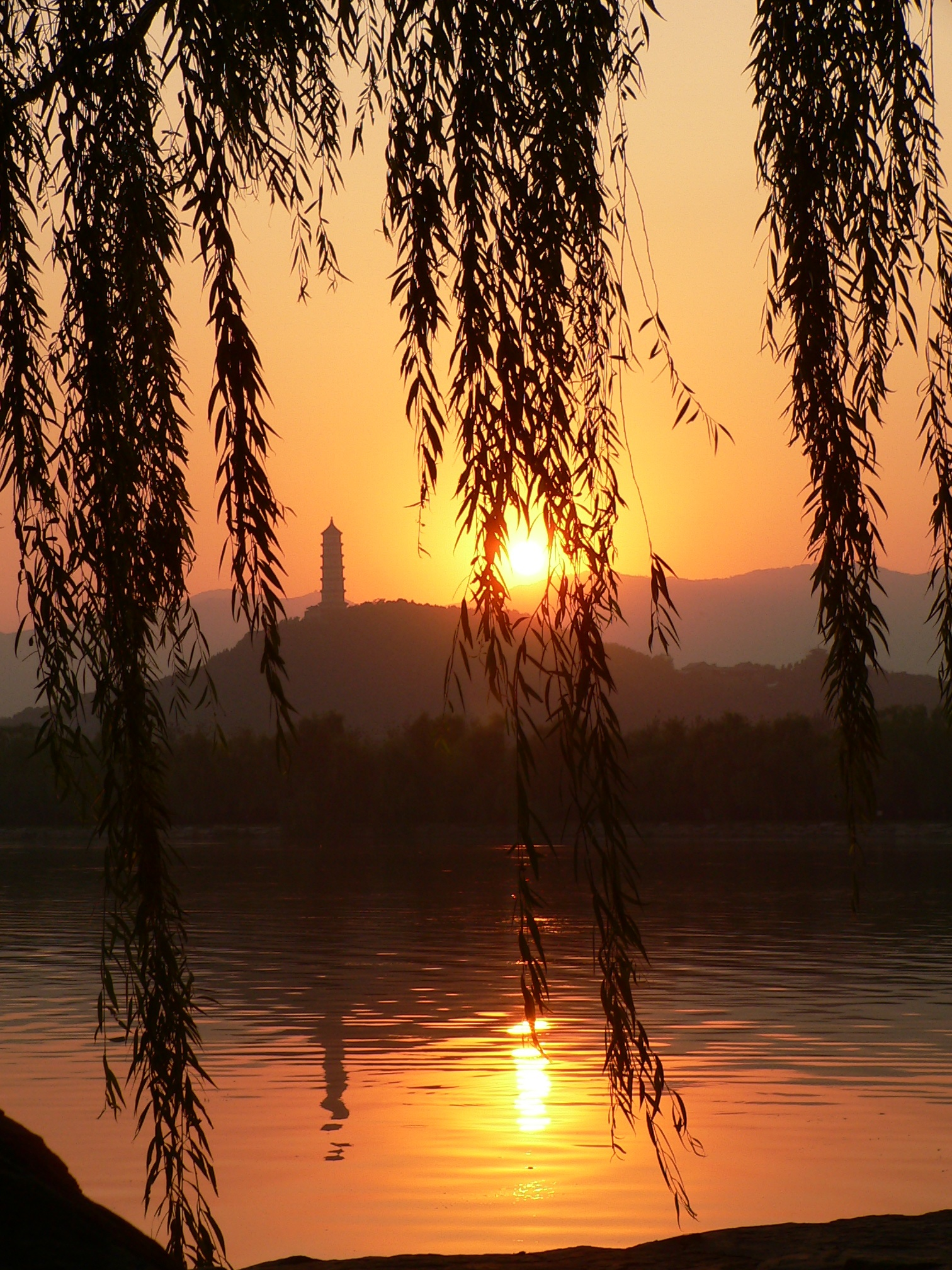
vue sur le lac Kunming vers la colline de Yu Quan avec la pagode Feng Yu